# Akoniti
La formule « akoniti », littéralement « sans (prendre la) poussière », désigne les vainqueurs des grands Jeux antiques qui remportèrent leur couronne sans avoir à combattre, sans adversaire, sans concurrent,. 
Vaincre sans combattre, une victoire akoniti, pour les Grecs comme pour les samouraïs japonais de l'époque médiévale, était la plus grande marque de respect de la part des adversaires, l'honneur suprême pour un combattant, une victoire glorieuse.
Dioxippus fut le seul pancratiaste de l'Histoire à obtenir une victoire akoniti aux Jeux olympiques, en 336 av. J.-C. Auparavant, Dorieus de Rhodes avait obtenu pareil honneur aux Jeux pythiques, lors d'un de ses quatre couronnements.
L'une des six victoires de Milon de Crotone  en lutte orthopale aux Jeux olympiques fut également une victoire akoniti. Pour l'anecdote, lorsque Milon se leva pour aller chercher son trophée, il glissa et tomba. Un spectateur s'écria qu'on ne pouvait donner la récompense à un homme qui tombait tout seul. Alors Milon répondit : "Qu'il s'avance celui qui peut me faire tomber encore deux fois !". En effet, la défaite en lutte survenait seulement au bout de trois chutes. Personne ne releva le défi.
À l'époque contemporaine, un combattant a failli recevoir un tel honneur : Fedor Emelianenko (Russie) lors des championnats du monde de sambo combat (sport de combat amateur où les frappes, les projections et le combat au sol sont autorisés) de 2007. Deux des trois adversaires de Fedor Emelianenko déclarèrent forfait lorsqu'ils apprirent que celui-ci était sur leur parcours. Il faut savoir que c'est aussi le meilleur combattant d'arts martiaux mixtes ("MMA" en anglais) professionnel du monde depuis 2003.